# 榮榮國際
榮榮國際集團有限公司，(除牌時1010.HK)，當時業務生產及銷售紡織產品及電機產品等。但由於出現競爭加劇，故此出售給台灣企業，在1996年，現時由當時名稱弘茂企業的弘茂科技取代上市。

## 外部連結
- 弘茂科技控股有限公司（榮榮國際現稱）webb-site.com